# 埃什米雷
埃什米雷（法語：Échemiré，法語發音：[eʃmiʁe] ⓘ）是法国曼恩-卢瓦尔省的一个旧市镇，属于索米尔区。2016年，埃什米雷和相邻的其它8个市镇并入市镇安茹地区博热。

## 地理
埃什米雷（47°33'5"N, 0°10'6"W）面积16.98 平方千米，位于法国卢瓦尔河地区大区曼恩-卢瓦尔省，该省份为法国西部内陆省份，大致对应安茹地区，北起顺时针与马耶讷省、萨尔特省、安德尔-卢瓦尔省、维埃纳省、德塞夫勒省、旺代省、大西洋卢瓦尔省和伊勒-维莱讷省接壤。
与埃什米雷接壤的市镇（或旧市镇、城区）包括：舍维雷勒鲁日、雅尔泽维拉日、塞迈斯、安茹地区博热。

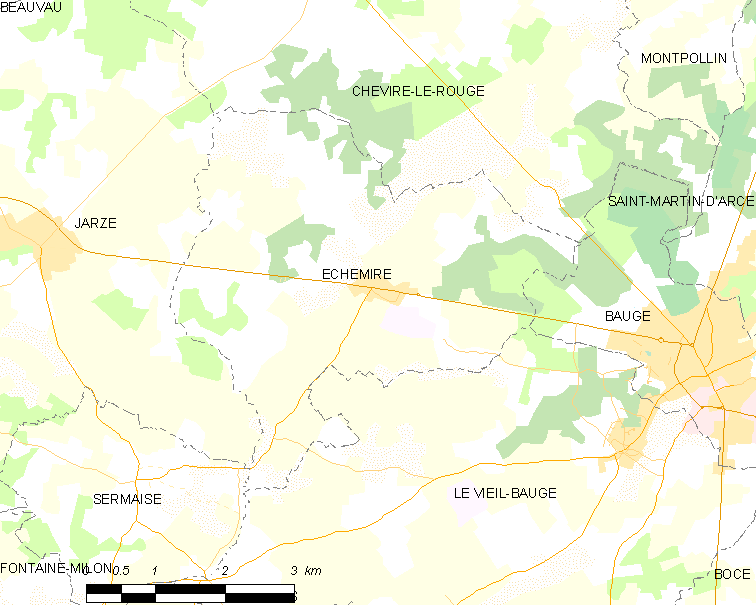
埃什米雷的OSM定位图

埃什米雷的时区为UTC+01:00、UTC+02:00（夏令时）。

## 行政
埃什米雷的邮政编码为49150，INSEE市镇编码为49128。

## 政治
埃什米雷所属的省级选区为安茹地区博福尔县。

## 人口

1962-2008年间埃什米雷人口变化图示

埃什米雷于2018年1月1日时的人口数量为594人。